# Pieter de Graaf
Pieter de Graaf (Utrecht, 27 augustus 1980) is een Nederlandse pianist, componist, producer en arrangeur.

## Leven en Werk
Pieter de Graaf heeft een conservatoriumopleiding als jazzpianist gevolgd. Jarenlang speelde hij in diverse bands en met verschillende artiesten in binnen- en buitenland met onder andere Wouter Hamel, Illicit, Sandra van Nieuwland, Conny Janssen Danst, Anne van Veen, Dorona Alberti, The Kyteman Orchestra en zijn eigen Pieter de Graaf Trio.
De Graaf werd als kind door zijn vader geïnspireerd die Bach, Chopin of The Beatles speelde. In zijn puberteit werd hij beïnvloed door The New Standard van Herbie Hancock en op het conservatorium door de muziek van Keith Jarrett.

## Discografie
| Artiest               | Titel                               | Jaar |
| --------------------- | ----------------------------------- | ---- |
| Illicit               | Cheap Propaganda                    | 2007 |
|                       | Phase 3 (vinyl)                     | 2007 |
| Wouter Hamel          | Hamel                               | 2007 |
|                       | Nobody's Tune                       | 2009 |
|                       | One more time on the merry-go-round | 2010 |
| Sandra van Nieuwland  | Banging on the doors of love        | 2013 |
| The Kyteman Orchestra | The Kyteman Orchestra               | 2011 |
|                       | The Hermit Sessions                 | 2013 |
|                       | The Jam Sessions                    | 2015 |
| Pieter de Graaf Trio  | Introducing                         | 2009 |
| Pieter de Graaf       | Prologue (EP)                       | 2018 |
|                       | Fermata                             | 2019 |
|                       | Vortex (EP)                         | 2019 |
|                       | Home Sweet Home (single)            | 2020 |
|                       | Equinox                             | 2021 |

## Prijzen
| Award                | Categorie    | Artiest         | Werk        | Jaar |
| -------------------- | ------------ | --------------- | ----------- | ---- |
| Edison (muziekprijs) | Neo Klassiek | Pieter de Graaf | Vortex (EP) | 2020 |